# Kennethmont
Kennethmont est un village situé dans l'Aberdeenshire, en Écosse.